# Le Puid
Le Puid är en kommun i departementet Vosges i regionen Grand Est (tidigare regionen Lorraine) i nordöstra Frankrike. Kommunen ligger i kantonen Senones som tillhör arrondissementet Saint-Dié-des-Vosges. År 2022 hade Le Puid 118 invånare.

## Befolkningsutveckling
Antalet invånare i kommunen Le Puid
| Referens: INSEE |